# Phare du cap Verudica
Le phare du cap Verudica (en croate : Svjetionik Rt Verudica) est un feu actif situé à l'extrémité du cap Verudica au sud de la municipalité de Pulan dans le Comitat d'Istrie en Croatie. Le phare est exploité par la société d'État Plovput .

## Histoire
Le phare, mis en service en 1877, se situe sur une des pointes de Punta Verudela à 4 km au sud de Pula.

## Description
Le phare  est une petite tour octogonale de 8 m de haut, avec galerie et balise, au coin d'une maison de gardien d'un étage au toit rouge. Le bâtiment est blanc et la base de la galerie a un liseré rouge. Il émet, à une hauteur focale de 11 m, un bref éclat rouge toutes les 3 secondes. Sa portée est de 6 milles nautiques (environ 11 km).
Identifiant : ARLHS : CRO187 - Amirauté : E2734 - NGA : 12036 .

## Caractéristiques dufeu maritime
Fréquence :
- Lumière (W) : 3 (0.2+2.7) secondes

|                |
| Punta Verudela |

|                  |
| Comitat d'Istrie |

### Lien connexe
- Liste des phares de Croatie